# Serviço Nacional de Liechtenstein
Serviço Nacional de Liechtenstein (em alemão: Liechtensteiner Heimatdienst, LHD) foi um partido político em Liechtenstein que defendia o estatismo corporativo e a abolição da política partidária.

## História

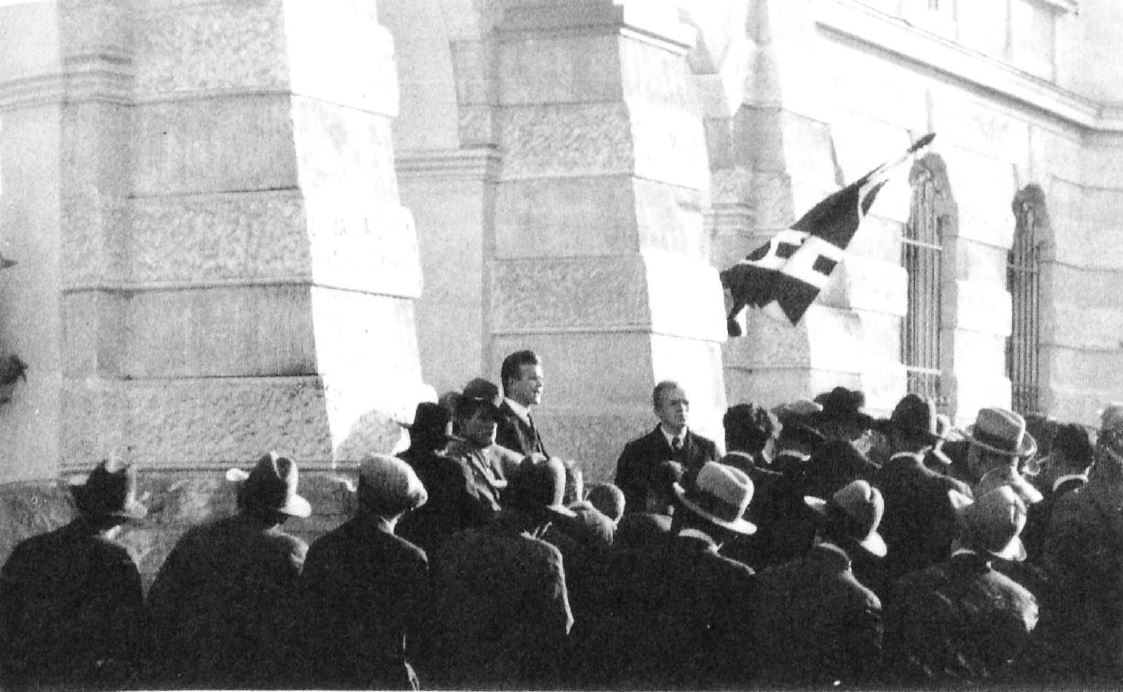
Comício do LHD em 9 de dezembro de 1934. Na frente, Alois Vogt pode ser visto à direita e Carl Freiherr von Vogelsang à direita.

O LHD foi formado em 1º de outubro de 1933, com Otto Schaedler, Alois Vogt e Carl Freiherr von Vogelsang como membros líderes. Embora o partido tenha sido inicialmente formado com base em um estado corporativo autoritário semelhante ao da Áustria sob Engelbert Dollfuss, ele rapidamente evoluiu para o nacional-socialismo. As pessoas por trás do sequestro de Rotter também se tornaram ativas no partido após sua libertação da prisão.  Esta mudança em direção ao nazismo fez com que vários membros fundadores, como Richard Meier e Martin Risch, abandonassem o partido.  
O partido fez uma campanha antissemita em Liechtenstein e se opôs às políticas de naturalização do governo.  Além disso, o partido também desenvolveu um culto à personalidade semelhante ao da Alemanha Nazista, com a frase 'Heil Otto!' sendo usada em relação a Schaedler dentro do partido.  Os principais objetivos do partido eram a abolição da política partidária, o fim da união aduaneira com a Suíça e o alinhamento com a Alemanha, com o objetivo final da anexação de Liechtenstein ao país.  O partido procurou obter contactos dentro da Alemanha nazista, particularmente dentro da Verein für Deutsche Kulturbeziehungen im Ausland (VDA). Ao fazer isso, Rudolf Schädler, Alois Vogt e Carl Freiherr von Vogelsang foram convidados no comício de Nuremberg em 1934.  Num discurso proferido em 18 de Março de 1934, tanto o primeiro-ministro Josef Hoop como o presidente do Landtag Anton Frommelt manifestaram-se contra o LHD. 
Em 1935, o LHD formou uma aliança com o Partido Popular Social-Cristão (VP), que era conhecido como "Oposição Nacional". Esta aliança impulsionou uma iniciativa para introduzir a representação proporcional no país.  No entanto, o subsequente referendo sobre o sistema eleitoral do Liechtenstein em 1935 foi rejeitado por uma margem estreita pelos eleitores.  Motivados pelo desejo de unir a oposição antes das eleições gerais de Liechtenstein de 1936, o VP e o LHD fundiram-se em 1 de janeiro de 1936 para formar a União Patriótica.   Apesar do LHD ser o menor dos dois partidos, a nova União Patriótica foi fortemente influenciada por ele, com Otto Schaedler se tornando o presidente do partido e Alois Vogt o secretário do partido.  Além disso, os dois jornais das duas partes se fundiram para formar o Liechtensteiner Vaterland, com Carl Freiherr von Vogelsang como seu editor. 